# Sergio Zárate
Sergio Fabián Zárate (Haedo; 14 de enero de 1969) es un exfutbolista argentino, su posición fue de delantero, más precisamente lo que se denominaba wing derecho, hoy más conocido como extremo.
Al igual que sus hermanos Rolando Zárate, Mauro Zárate y Ariel Zárate, surgió de las inferiores del Club Atlético Vélez Sársfield. Actualmente es representante de la carrera de su hermano Mauro, entre otros jugadores.

## Vida personal
Sergio es el mayor de cinco hermanos de los cuales cuatro se convirtieron en futbolistas profesionales; Ariel jugó en España para el Málaga, entre otros equipos, Rolando (también internacional argentino) y su hermano menor, Mauro , es ganador de la Copa Mundial Sub-20. Sergio trabaja como agente de sus hermanos. El sobrino de Sergio, Tobías, también se convirtió en futbolista profesional. 

## Clubes
| Club            | País      | Año       |
| --------------- | --------- | --------- |
| Vélez Sarsfield | Argentina | 1987-1990 |
| 1. FC Núremberg | Alemania  | 1991-1992 |
| AC Ancona       | Italia    | 1992      |
| Vélez Sarsfield | Argentina | 1993      |
| 1. FC Núremberg | Alemania  | 1993-1994 |
| Hamburgo S.V.   | Alemania  | 1994      |
| Club Necaxa     | México    | 1995-1997 |
| Club América    | México    | 1997-1998 |
| Club Necaxa     | México    | 1998-1999 |
| Vélez Sarsfield | Argentina | 1999-2000 |
| Puebla FC       | México    | 2000-2001 |
| Deportivo Merlo | Argentina | 2002-2003 |

## Campeonatos nacionales
| Título           | Club   | País   | Año           |
| ---------------- | ------ | ------ | ------------- |
| Primera División | Necaxa | México | 1994-95       |
| Primera División | Necaxa | México | 1995-96       |
| Primera División | Necaxa | México | Invierno 1998 |